# لوسيان هير
لوسيان هير (بالفرنسية: Lucien Herr)‏ هو ناشط سياسي وأمين مكتبة وفيلسوف فرنسي، ولد في 17 يناير 1864 في ألتكيرش في فرنسا، وتوفي في 18 مايو 1926 في باريس في فرنسا.